# Oudorp

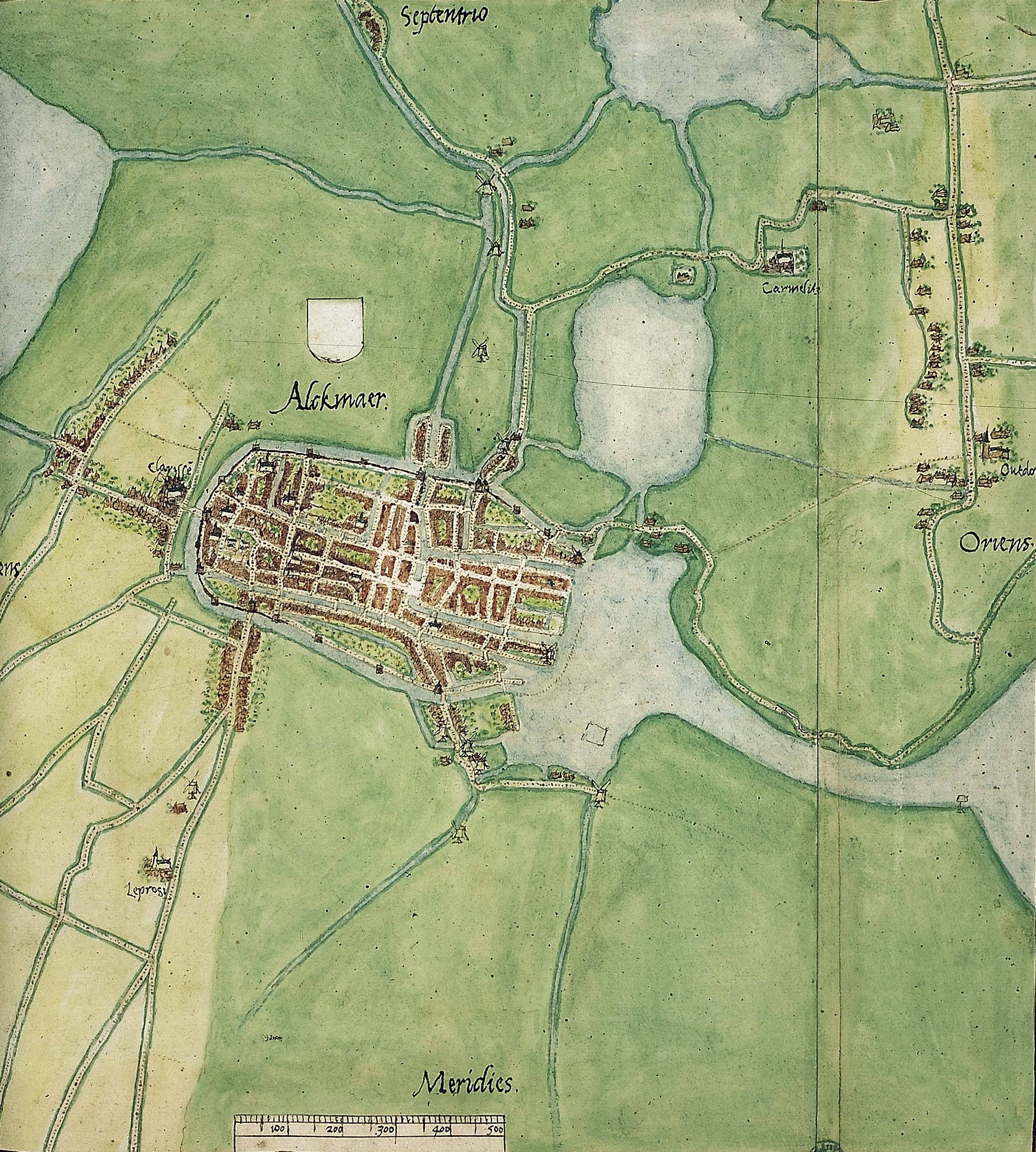
Ligging van Oudorp ten oosten van Alkmaar op een kaart van Jacob van Deventer ui 1570.

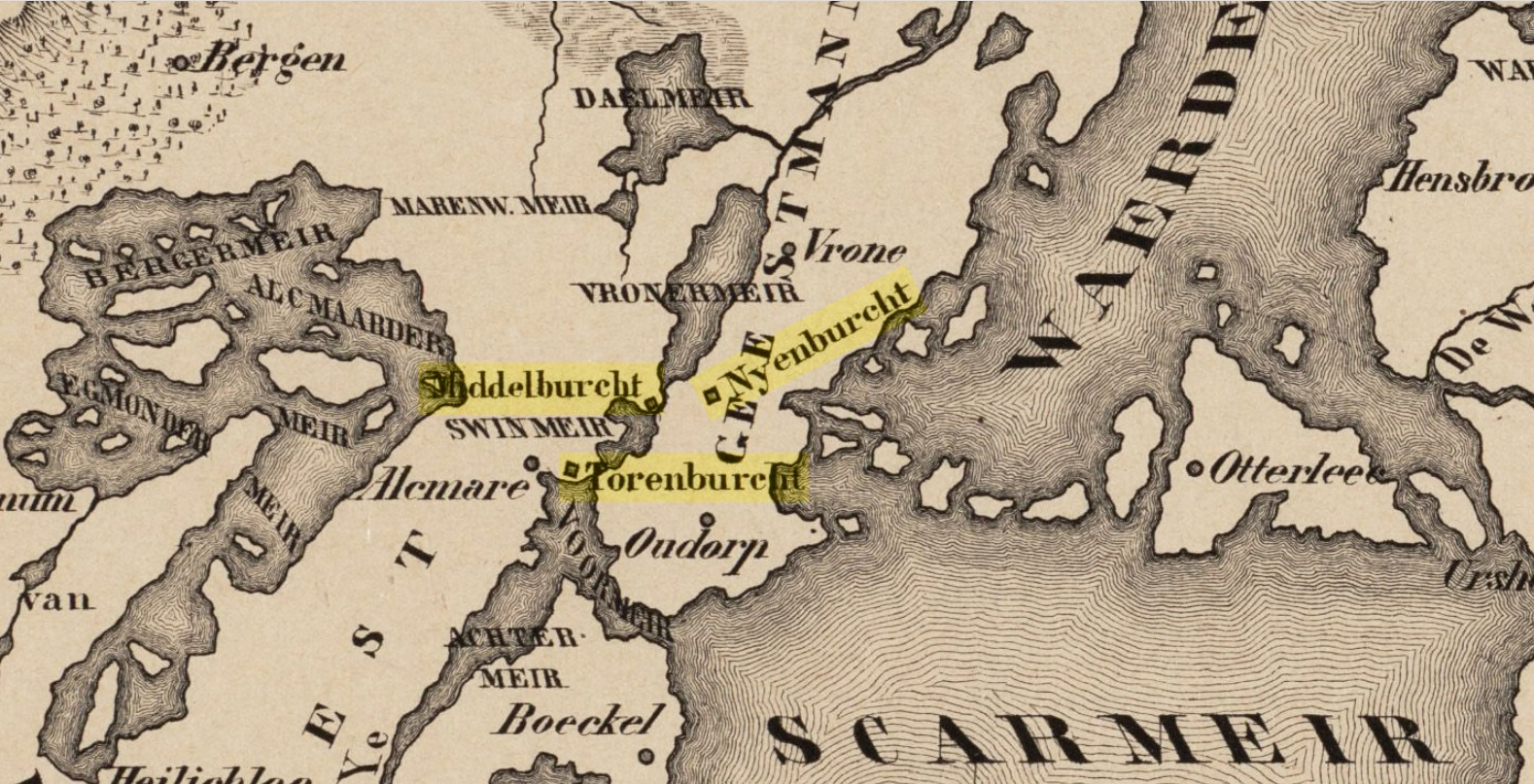
De burchten Torenburg, Middelburg en Nieuwburg nabij Oudorp en Alkmaar in 13e eeuw op een kaart uit 1865.

Oudorp is een dorp en tevens een wijk in de gemeente Alkmaar, in de provincie Noord-Holland.
Oudorp was lang een zelfstandige gemeente, maar is bij de gemeentelijke herindeling van 1 oktober 1972, net als een gedeelte van Koedijk, bij Alkmaar gevoegd.
De Oudorperpolder wordt sindsdien bij de stad Alkmaar gerekend en niet bij het dorp Oudorp. Toch is het van oorsprong onderdeel van het dorp. De polder werd in de jaren 70 en 80 van de twintigste eeuw ontwikkeld tot een woonwijk, deze wijk ligt niet aan de stad vast maar aan het dorp Oudorp. Het betrof een uitbreiding van dit dorp. Het dorp Oudorp telde in 2023 4.260 inwoners. De wijk als geheel telde in 2018 13.640 inwoners.

## Geschiedenis
Oudorp is al een oude plaats, in de 11e eeuw komt de plaats voor als Aldenthorf, wat ook verwijst naar de huidige betekenis: een "oud dorp". In 1120 komt de plaats voor als Oudthorp en in 1289 als Outdorpe. Men kan bij de laatste twee namen goed de verschuiving van de schrijfwijze zien, die uiteindelijk ertoe leidt dat de plaats maar met één 'd' wordt geschreven.
Het oosten van Oudorp lag in de hoge- en late middeleeuwen aan een waddengebied van een groot meer dat was ontstaan door ontginning van het veen door de mens in combinatie met stormvloeden. In de late middeleeuwen werden de eerste pogingen gedaan tot inpoldering en beheersing, hierdoor ontstonden de Heerhugowaard (drooggemaakt in 1630) en de Schermer (drooggemaakt in 1635).
Oudorp was van oudsher een afzonderlijke bestuurlijke eenheid. Maar in 1812 (in de Franse tijd) werd Oudorp ingedeeld bij de gemeente Broek op Langedijk. In 1817 werd Oudorp een aparte gemeente. Deze bestond tot 1 oktober 1972, toen Oudorp samenging opging in de gemeente Alkmaar.

## Markante gebouwen en plekken in Oudorp
- Het Witte Kerkje

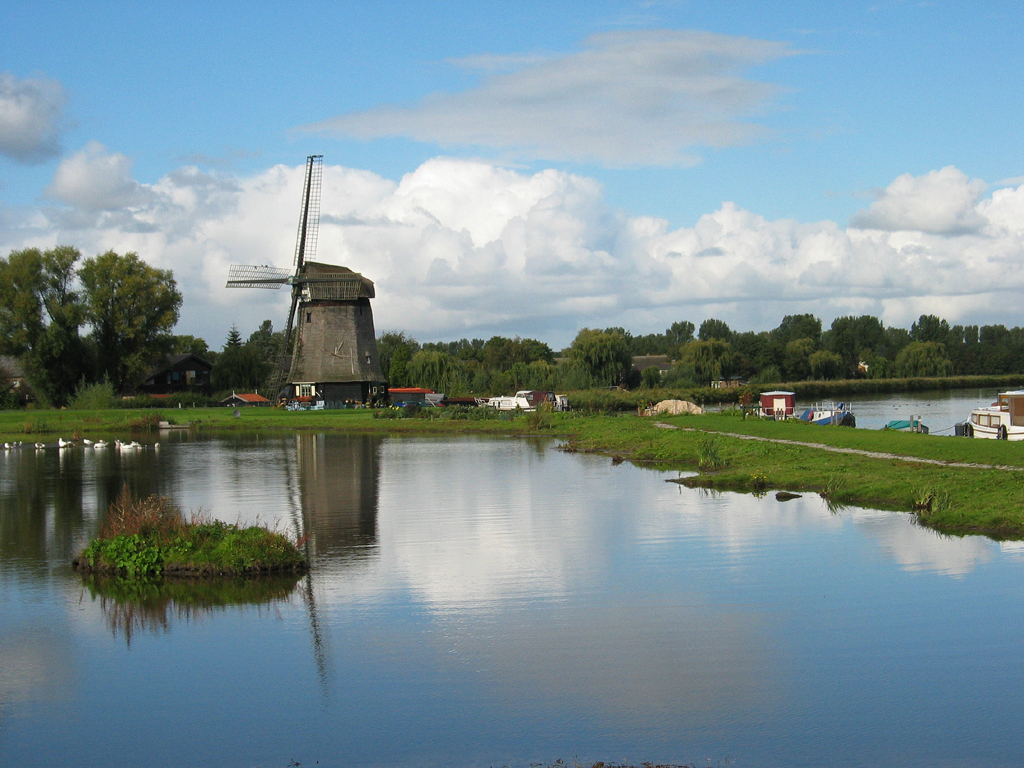
De Ambachtsmolen in Oudorp

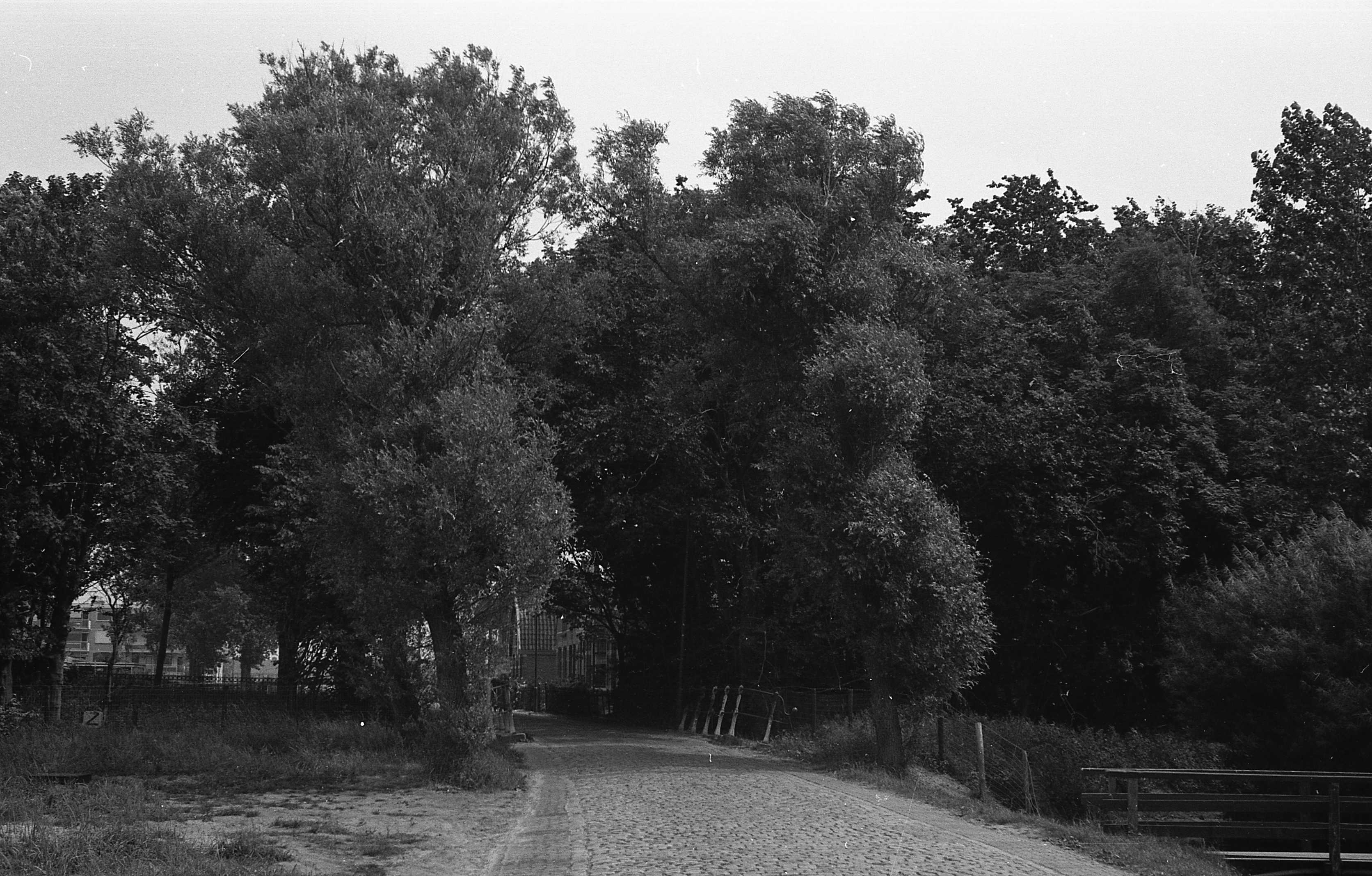
De entree van het oude dorp vanaf de Munnikenweg in 1973

- De Sint-Laurentiuskerk aan de Herenweg
- Korenmolen 't Roode Hert
- De Ambachtsmolen
- De Kerkbrug (in de volksmond: Kippenbrug), een smalle fietsbrug die aansluit op de Saturnusstraat: een onderdeel van het aangezicht van Oudorp. Deze brug is in het voorjaar van 2005 vervangen.
- De Molenkade, deze kade loopt van de Herenweg naar de Frieseweg, langs de Hoornse Vaart. Langs de kade staan vier molens: Strijkmolen B, Strijkmolen C, Strijkmolen D en Strijkmolen E. Strijkmolen C is twee keer afgebrand, in 1998 en 2004, maar is vervolgens weer opgebouwd. Ooit stonden hier zes molens.

- De Munnikenweg. Het wegdek van deze weg bestaat uit kasseien, in Noord-Holland beter bekend als "kinderkopjes".

- Aan de Munnikenweg hebben twee dwangburchten gestaan die gebouwd waren in de 13e eeuw in opdracht van graaf Floris V in het kader van zijn strijd tegen de West-Friezen:
  - De Middelburg
  - De Nieuwburg (Nijenburgh)

De contouren van de Nieuwburg zijn gemarkeerd door wandelpaden.

## Geboren in Oudorp
- Cornelius van Velzen